# Pertusaria xylophyes
Pertusaria xylophyes är en lavart som beskrevs av A. W. Archer. Pertusaria xylophyes ingår i släktet Pertusaria och familjen Pertusariaceae.   Inga underarter finns listade i Catalogue of Life.